# Evil Dead: A Fistful of Boomstick
Evil Dead: A Fistful of Boomstick — видеоигра в жанре action-adventure по мотивам кинотрилогии Зловещие мертвецы. Разработана VIS Entertainment для платформы Sony PlayStation 2, издана THQ 20 мая 2003 года. Релиз игры для XBox состоялся 17 июня 2003.
Персонаж Эша Уильямса был озвучен для игры актёром Брюсом Кэмпбеллом, исполнявшим эту роль в кинофильмах.

## Сюжет и персонажи
Сюжетно игра продолжает события Evil Dead: Hail to the King, поясняя, что бестселлер Некрономикон, который Эш и Дженни видели на витрине магазина по возвращении домой, был написан неким Алексом Элдриджем, парапсихологом и коллегой исчезнувшего профессора Ноуби. Также упоминается, что Дженни в итоге погибла в автокатастрофе.
Действие игры разворачивается в городе Дирборн, в окрестностях которого располагалась хижина Ноуби, спустя 10 лет после гибели Дженни. Сидя вечером в баре, Эш смотрит телешоу, ведущая которого, Триша Петтивуд, берёт интервью у Элдриджа. Во время беседы Триша проигрывает в прямом эфире запись с кандарийским заклинанием, из-за чего город мгновенно заполняется дедайтами. Раздобыв оружие, Эш отправляется к зданию телекомпании.
Защитив от дедайтов Элдриджа и Тришу, которые после этого укрываются в местной церкви, Эш идёт на поиски упомянутых Элдриджем записей Ноуби, которые обнаруживаются у университетского профессора. Попутно закрывая открывшиеся по всему городу порталы в другое измерение, Эш возвращается в церковь, и видит, что Триша с Элдриджем пропали. Эш находит обоих в парке, где Элдридж, расшифровав записи Ноуби, сообщает, что для изгнания демонов из города нужен кандарийский камень вызова, предположительно находящийся в музее Натаниэля Пэйна, коллекционера подобных артефактов.
Элдридж и Триша отправляются в музей, Эш, ликвидировав оставшиеся порталы, следует за ними. Найдя и одолев Пэйна, оказавшегося демоном, Эш забирает у него камень и отдаёт его Элдриджу, который, как выясняется, действовал в собственных интересах порабощения мира армией демонов. Элдридж создаёт портал и исчезает в нём. Эш в намерении остановить злодея прыгает вслед за ним, оказавшись в так же страдающем от нечисти Дирборне 1695 года, где его принимают за местного кузнеца Уильямса. Встретившись с кузнецом, Эш начинает подозревать, что это его дальний предок, и впоследствии спасает его от Элдриджа, взявшего кузнеца в заложники.
В дальнейшей погоне за Элдриджем портал переносит Эша во времена гражданской войны, в Дирборн 1863 года, где Элдридж прячется за стенами захваченного дедайтами форта. Объединив силы Союза и Конфедерации, Эшу удаётся проникнуть в форт и убить Элдриджа. Однако прыгнув в открывшийся после его смерти портал и вернувшись в современный Дирборн, Эш видит, что город разрушен. Спустившись под землю, Эш узнаёт, что некая королева дедайтов вырыла подземные шахты, чтобы добраться до руин форта и кандарийского камня, который Эш забыл в XIX веке. Освободив рабов-шахтёров, Эш находит логово королевы, которой оказывается Триша.
Уничтожив королеву, Эш, напутав со словами нужного последнего заклятия, переносится в древний Китай, правитель которого планирует скормить его тиграм и использовать кандарийский камень в своих целях. Однако когда в тронном зале объявляются демоны, становится ясно, что приключения Эша ещё не закончены.

## Геймплей
Игровой движок аналогичен игре State of Emergency. В то же время, в отличие от других игр серии Evil Dead, заметен акцент на выполнении квестовых заданий, обеспечивающих продвижение в игре. Сами задания, а также информацию и предметы, необходимые для их выполнения, игрок получает в процессе взаимодействия с активными персонажами игры, отмеченными восклицательными знаками.
Другим существенным нововведением Evil Dead: A Fistful of Boomstick является возможность находить и использовать спрятанные на уровнях свитки с магическими заклинаниями. В игре насчитывается в общем счёте 12 заклинаний, позволяющих временно увеличить силу игрока, поразить противника молнией или сейсмической волной, а также подчинить себе врага, получив над ним контроль. Последняя возможность является ключевой для прохождения некоторых эпизодов игры.
По мере прохождения игры в меню становятся доступны аркадные уровни, целью которых, как правило, является уничтожение нужного числа противников за определённое время.

## Оценки критиков
| Сводный рейтинг    | Сводный рейтинг | Сводный рейтинг |
| Издание            | Оценка          | Оценка          |
| Издание            | PS2             | Xbox            |
| ------------------ | --------------- | --------------- |
| GameRankings       | 63,37 %         | 61,71 %         |
| Иноязычные издания |                 |                 |
| Издание            | Оценка          | Оценка          |
| Издание            | PS2             | Xbox            |
| Eurogamer          | [ 5 ]           | N/A             |
| IGN                | [ 6 ]           | N/A             |
| Gaming Target      | [ 7 ]           | N/A             |

Рецензентами в основном критикуется невыдающаяся графика текстур и моделей (кроме самого Эша), невозможность пропуска внутриигрового видео, однообразие геймплея. К положительным сторонам игры относят хорошо переданную атмосферу фильмов, неплохую музыку и звук.